# Brosjön (Skedevi socken, Östergötland)
Brosjön är en sjö i Finspångs kommun och Katrineholms kommun i Östergötland och ingår i Nyköpingsåns huvudavrinningsområde. Sjön har en area på 1,07 kvadratkilometer och ligger 44 meter över havet. Sjön avvattnas av vattendraget Tisnare Kanal.

## Delavrinningsområde
Brosjön ingår i det delavrinningsområde (653202-151849) som SMHI kallar för Utloppet av Brosjön. Medelhöjden är 54 meter över havet och ytan är 13,72 kvadratkilometer. Räknas de 8 avrinningsområdena uppströms in blir den ackumulerade arean 110,06 kvadratkilometer. Tisnare Kanal som avvattnar avrinningsområdet har biflödesordning 3, vilket innebär att vattnet flödar genom totalt 3 vattendrag innan det når havet efter 98 kilometer. Avrinningsområdet består mestadels av skog (76 procent). Avrinningsområdet har 1,24 kvadratkilometer vattenytor vilket ger det en sjöprocent på 9 procent. Bebyggelsen i området täcker en yta av 0,07 kvadratkilometer eller 1 procent av avrinningsområdet.